# Множина першої категорії
У таких галузях математики як загальна топологія, описова теорія множин, множиною першої категорії називається зліченне об'єднання ніде не щільних множин.
Доповнення множини першої категорії називається залишковою множиною.

## Означення
Для топологічного простору X, підмножина A в X називається худою (множиною першої категорії), якщо вона може бути зображена у вигляді зліченного об'єднання ніде не щільних підмножин X.
Аналогічно, залишкова множина та, чиє доповнення є множиною першої категорії, або, що еквівалентно, зліченний перетин множин із щільними внутрішностями.
Нагадаємо, що підмножина B із X ніде не щільна, якщо немає околу, на якому B щільна: для будь-якої непорожньої відкритої множини U в X існує непорожня відкрита множина V, що міститься в U така, що V і B не перетинаються.
Зверніть увагу, що доповнення ніде не щільної множини щільна множина, але не кожна щільна множина має такий вигляд. Точніше, доповнення ніде не щільної множини — множина з щільною внутрішністю.

### Відношення до ієрархії Бореля
Так само, як ніде не щільна підмножина не обов'язково замкнена, але завжди міститься у замкнутій ніде не щільній підмножині (а саме, її замиканні), множина першої категорії не мусить бути множиною типу Fσ (зліченним об'єднанням замкнутих множин), але завжди міститься в Fσ множині з ніде не щільних множин (шляхом взяття замикання кожної множини).
Аналогічно, як доповнення ніде не щільної множини не мусить бути відкритим, але має щільну внутрішність (містить щільну відкриту множину), залишкова множина не мусить бути множиною типу Gδ (зліченним перетином відкритих множин), але містить щільну Gδ множину, що складається з щільних відкритих множин.

## Властивості
- Будь-яка підмножина множини першої категорії множина першої категорії; будь-яка множина, що містить залишкову множину, є залишковою множиною.
- Зліченне об'єднання множин першої категорії також є множиною першої категорії; зліченний перетин множин другої категорії є залишковою множиною.

## Приклади

### Підмножини дійсних чисел
- Раціональні числа множина першої категорії як підмножина дійсних чисел і як простір — вони не берівський простір.
- Множина Кантора є множиною першої категорії як підмножина дійсних чисел, але не як простір, тому що ця множина повний метричний простір --- таким чином, берівський простір, за теоремою Бера про категорії.

### Функціональні простори
- Множина функцій, які мають похідну в деякій точці множина першої категорії в просторі всіх неперервних функцій.[1]